# اولد بلیس (اوکلاهما)
اولد بلیس (به انگلیسی: Old Bliss) یک منطقهٔ مسکونی در ایالات متحده آمریکا است که در شهرستان نوبل، اکلاهما واقع شده‌است.